# Novarama
Novarama Technology és una empresa de desenvolupament de videojocs catalana amb seu a Barcelona. Destaca per la seva sèrie de videojocs Invizimals.

## Història
L'estudi es va fundar el juliol de 2003 amb la missió de crear jocs innovadors que puguin atraure a un públic massiu. L'estudi va començar desenvolupant jocs per PC, llançant Fallen Lords: Condemnation el Nadal de 2005 a través d'una editorial local. Tot seguit, es va traslladar a l'àmbit de les consoles i van començar a desenvolupar el joc Wild Summer per a PC i Xbox 360, però es va cancel·lar a causa d'una reestructuració de l'equip. Novarama va poder sobrepassar aquesta crisi amb només un petit equip bàsic. El Nadal de 2008 varen treure al mercat Music Monstars (Monster Band als EUA ) per la Nintendo DS, un títol musical.
El projecte més famós de Novarama és la franquícia Invizimals, que usa realitat augmentada, i sota el paraigua de Sony Computer Entertainment Europe. En aquest joc, els jugadors han de caçar monstres invisibles per la casa amb l'ajuda d'una PSP i una càmera que torna els Invizimals visibles. El joc es va anunciar a l'E3 de 2009, mostrant el primer tràiler del joc i una demo jugable. Invizimals va ser sortir al novembre de 2009 en els territoris PAL, rebent crítiques generalment positives que destacaven la innovadora jugabilitat i la tecnologia. El joc es va convertir en un dels de PSP més venuts del Nadal de 2009 a tot Europa, creant diverses línies de negoci com joguines i cromos.
Per a PSP, es varen desenvolupar un parell de seqüeles, Invizimals: Shadow Zone (novembre de 2010) i Invizimals: The Lost Tribes (novembre de 2011). Durant la presentació d'aquests darrer, el juny de 2011, Sony va anunciar un acord d'exclusivitat per els jocs de Novarama.
El seu següent joc va sortir junt el llançament de la PS Vita, el 22 de febrer de 2012. Es tracta de Reality Fighters, un joc de lluita amb realitat augmentada i un potent editor de personatges. El joc és capaç de crear un personatge en 3D a partir d'una foto del jugador feta amb el joc. El joc disposa d'una amplia gamma de vestuari pels personatges creats.
El 23 de gener de 2013 l'estudi va llançar l'app gratuita Invizimals: Hidden Challenges Trading Card a través de PS Vita, PSP, iOS i Android alhora que Panini va publicar més de 470 cartes físiques a Espanya i Portugal. L'aplicació permet als jugadors fer un seguiment de la seva col·lecció de cartes i jugar-hi mentre veuen els monstres en realitat augmentada.
La saga Invizimals va continuar amb un parell de jocs més per PS Vita: Invizimals: The Alliance (octubre de 2013) i Invizimals: The Resistance (octubre de 2014). També es va publicar un joc per Playstation 3, Invizimals: The Lost Kingdom a l'octubre de 2013. A més, es va crear una sèrie d'animació 3D, produïda per RTVE, TV3, Screen21 i BRB International.
A finals de 2016, Novarama es va separar de Sony i va tornar a ser independent. A l'E3 d'aquell any, varen anunciar Killsquad, un joc d'Action RPG per PC que va sortir el juliol de 2019.
El març de 2022, varen anunciar que havia arribat a un acord amb Tencent perquè l'empresa xinesa prengués una participació a Novarama. Això va permetre el desenvolupament d'United 1944, que va sortir a Steam en Early Access el desembre de 2023.

## Jocs
| Títol                                                | Data de sortida | Plataforma/es                                        |
| ---------------------------------------------------- | --------------- | ---------------------------------------------------- |
| Fallen Lords: Condemnation                           | 2005            | PC                                                   |
| Music Monstars                                       | 2008            | Nintendo DS                                          |
| Invizimals                                           | 2009            | PlayStation Portable                                 |
| Invizimals: Shadow Zone                              | 2010            | PlayStation Portable                                 |
| Invizimals: The Lost Tribes                          | 2011            | PlayStation Portable                                 |
| Reality Fighters                                     | 2012            | PlayStation Vita                                     |
| Aplicació Invizimals: Hidden Challenges Trading Card | 2013            | PlayStation Vita, PlayStation Portable, iOS, Android |
| Invizimals: The Alliance                             | 2013            | PlayStation Vita                                     |
| Invizimals: The Lost Kingdom                         | 2013            | PlayStation 3                                        |
| Invizimals: The Resistance                           | 2014            | PlayStation Vita                                     |
| Killsquad                                            | 2019            | PC                                                   |
| Samurai Jack: Battle Through Time                    | 2020            | iOS                                                  |
| United 1944                                          | 2024            | PC                                                   |

## Premis
- Invizimals. Special Achievement for Innovation, IGN.com Best of E3 2009, guanyador.[12]
- Invizimals. Special Achievement for Technological Excellence, IGN.com Best of E3 2009, guanyador.[12]
- Invizimals. Game of the Show, IGN.com Best of E3 2009, subcampió (El guanyador va ser LittleBigPlanet).[12]
- Premi Ciutat de Barcelona 2009, Innovació Tecnològica, per a Invizimals.[13]
- Invizimals. Premio Gamestop al Mejor Videojuego para PC/Consola.Gamelab 2010, guanyador.
- Invizimals. Premio Mejor Tecnología.Gamelab 2010, guanyador.
- Invizimals: Shadow Zone. Premio Mejor Juego de consola portátil. Gamelab 2011, guanyador.